# Taurongia
Taurongia là một chi nhện trong họ Desidae.